# Dororo
Dororo (Nhật: どろろ) là một sêri manga do tác giả Tezuka Osamu sáng tác vào cuối thập niên 1960. Một sêri anime truyền hình dựa trên manga bao gồm 26 tập dài nửa giờ được phát sóng vào năm 1969. Nó cũng được làm thành một phim người đóng vào năm 2007. Bộ phim truyền hình anime thứ hai dài 24 tập được chuyển thể bởi MAPPA và Tezuka Productions được lên sóng từ tháng 1 đến tháng 6 năm 2019.
Manga bao gồm ác quỷ rất được trẻ em ưa chuộng vào cuối những năm 1960. Dororo lần đầu tiên được đăng lên Weekly Shōnen Sunday từ ngày 27 tháng 8 năm 1967 đến ngày 22 tháng 7 năm 1968 trước khi bị hủy bỏ. Song song với nó là anime được phát sóng sau đó cũng kết thúc trong tạp chí Bōken'ō của Akita Shoten.
Thuở nhỏ, Osamu và những người bạn của ông phát âm nhầm từ dorobō (どろぼう "kẻ trộm") là dororo. Từ đó ông lấy cảm hứng từ tiêu đề của tác phẩm này. Trong loạt phim live-action, tiêu đề được giải thích là một thuật ngữ phía nam cho Hyakkimaru, nghĩa là "Thằng Quỷ Nhỏ".
Sêri anime mang làn sóng mới bởi nó là mục đầu tiên trong cái mà ngày nay được gọi là sêri World Masterpiece Theater.

## Nhân vật
Nhân vật và diễn viên lồng tiếng xuất hiện trong anime và trò chơi video.

Hyakkimaru (百鬼丸 (Bá Quỷ Hoàn))
Lồng tiếng bởi: Nachi Nozawa (1969); Lồng tiếng bởi: Hiroki Suzuki (2019)  (anime)
Lồng tiếng bởi: Tomokazu Sugita  (tiếng Nhật), Chris Murphy (tiếng Anh) (trò chơi điện tử)
Hyakkimaru là một rōnin sinh ra ở giữa triều đại Sengoku và là con trai cả của Kagemitsu và Oku Daigo. Do một hiệp ước được cha anh với 12 con quỷ bị phong ấn, đứa bé được sinh ra mang trong mình dị tật, khập khiễng và không có mắt mũi hoặc các cơ quan nội tạng. Đứa bé được đặt ở dưới sông và sau đó được Bác sĩ Jukai tìm thấy và nuôi dưỡng. Ông rèn và tặng các bộ phận giả cho Hyakkimaru, bao gồm một lưỡi kiếm đặc biệt ghép vào cánh tay trái của cậu để trả thù thực thể siêu nhiên, ông cũng dạy cậu luyện kiếm để có thể sống sót trong thời loạn chiến tranh này. Cậu bé trở nên gần như bất khả chiến bại nhờ vào bộ phận giả và phép thuật chữa bệnh. Trong chuyến du hành tìm kiếm lại bộ phận cơ thể của mình, cậu có được cái tên "Hyakkimaru" và nhiều cái tên khác vì bản chất vô cảm.
Dororo (どろろ)
Lồng tiếng bởi: Minori Matsushima (1969); Lồng tiếng bởi: Rio Suzuki (2019) (anime)
Lồng tiếng bởi: Ikue Ōtani  (tiếng Nhật), Bret Walter (tiếng Anh) (trò chơi điện tử)
Dororo là một tên trộm còn bé tham gia cùng Hyakkimaru trong chuyến đi và những cuộc phiêu lưu của cậu. Hyakkimaru dần biết rằng Dororo về mặt lý thuyết là con gái nhưng Dororo luôn khăng khăng rằng mình là con trai, đó là do cha cô dạy cô có tính cách như con trai. Cha cô là Hibukuro, bị thương bởi nhát chém của một samurai và sau đó qua đời. Mẹ cô bị đóng băng đến chết khi chạy trốn trong tuyết, nhưng trước khi chết, bà đã vẽ một bản đồ trên lưng Dororo để xác định vị trí tiền được giấu bởi cha cô tại Bone Cape.
Daigo Kagemitsu (醍醐景光 (Thể Hồ Cảnh Quang))
Lồng tiếng bởi: Gorō Naya (1969); Lồng tiếng bởi: Naoya Uchida (2019) (anime)
Lồng tiếng bởi: Akio Ōtsuka  (tiếng Nhật), Kevin Blackton (tiếng Anh) (trò chơi điện tử)
Phụ thân của Hyakkimaru và Samurai thuộc thời Muromachi, Lãnh chúa Ishikawa và chư hầu cho thống đốc tỉnh Kaga. Để ông có thể cai trị vùng đất này và bảo vệ nó khỏi nạn đói, dịch bệnh, hạn hán và thảm họa lặp đi lặp lại ở các vùng lân cận, ông ta tạo ra một hiệp ước với 48 con quỷ bị phong ấn, nơi mỗi con có thể có được một mảnh cơ thể của đứa trẻ mới sinh (Hyakkimaru) của mình.
Daigo Tahōmaru (多宝丸 (Đa Bảo Hoàn))
Lồng tiếng bởi: Shūsei Nakamura (1969); Lồng tiếng bởi: Shōya Chiba (2019) (anime)
Lồng tiếng bởi: Takeshi Kusao  (tiếng Nhật), Kevin Miller (tiếng Anh) (trò chơi điện tử)
Em trai ruột của Hyakkimaru và con trai thứ hai của Daigo Kagemitsu. Sinh ra sau khi Hyakkimaru bị bỏ rơi.
Jukai (寿海 (Thọ Hải))
Lồng tiếng bởi: Kinto Tamura (1969); Lồng tiếng bởi: Akio Ōtsuka (2019) (anime)
Lồng tiếng bởi: Kiyoshi Kobayashi  (tiếng Nhật), Adam Harrington (tiếng Anh) (trò chơi điện tử)
Một bác sĩ và bác sĩ phẫu thuật lành nghề, ông đã sử dụng phép thuật chữa bệnh và phương pháp giả kim để tạo ra các bộ phận giả cho nhiều đứa trẻ trong đó có Hyakkimaru.
Biwa Hōshi (琵琶法師 (Tỳ Bà Pháp Sư))
Lồng tiếng bởi: Junpei Takiguchi (1969); Lồng tiếng bởi: Mutsumi Sasaki (2019) (anime)
Một tu sĩ, biwa hōshi (linh mục đàn) vô danh bị mù đi ngao du. Ông là một kiếm sĩ xuất sắc, thường mang một thanh kiếm bên trong chiếc đàn biwa của mình.
Mio (未央 (Vị Ương))
Lồng tiếng bởi: Reiko Mutō (1969);Lồng tiếng bởi: Nana Mizuki (2019) (anime)
Lồng tiếng bởi:  Yuki Makishima  (tiếng Nhật), Evelyn Huynh (tiếng Anh) (trò chơi điện tử)
Tình đầu của Hyakkimaru, cô vừa xinh đẹp nhưng phận đời làm gái điếm để kiếm tiền chăm sóc những đứa trẻ mồ côi đã mất cha mẹ trong chiến tranh. Cô qua đời khi cố bảo vệ lũ trẻ khỏi cuộc đột kích theo lệnh của Kagemitsu.
Itachi-no-Saigo (イタチの斎吾)
Lồng tiếng bởi: Masaaki Okabe (1969); Lồng tiếng bởi: Setsuji Satō (2019) (anime)
Một tên cướp đã phản bội cha của Dororo là Hibukuro và đứng về phía chính quyền. Sau đó, hắn bắt cóc Dororo để lấy bản đồ để tìm số tiền được giấu bởi Hibukuro.
Nota (ノタ)
Một chú chó con đội mũ đi cùng Hyakkimaru. Nhân vật gốc chỉ xuất hiện trong anime và không xuất hiện trong manga. Xuất hiện trong vai diễn khách mời trong tập đầu tiên của anime năm 2019.

## Truyền thông

### Manga
Dororo lần đầu tiên được đăng trong Weekly Shōnen Sunday từ ngày 27 tháng 8 năm 1967 đến ngày 22 tháng 7 năm 1968 trước khi bị hủy bỏ. Song song với anime phát sóng manga sau đó được di chuyển và kết thúc trong tạp chí Bōken'ō của Akita Shoten từ tháng 5 đến tháng 10 năm 1969. Akita Shoten xuất bản manga thành bốn tập tankōbon từ giữa 12 tháng 8 năm 1971 và 20 tháng 5 năm 1972. Là một phần của phiên bản Manga Complete Works của chính Tezuka Osamu, Kodansha đã biên soạn manga thành bốn tập được xuất bản từ ngày 12 tháng 3 đến ngày 12 tháng 6 năm 1981. Akita Shoten tái bản manga trong phiên bản cao cấp gồm ba tập từ ngày 23 tháng 8 đến 18 tháng 10 năm 1990, và một phiên bản bunkobon dài ba tập dưới ấn phẩm Akita Bunko vào ngày 28 tháng 3 năm 1994.
Năm 2008, Vertical Inc. phát hành bản dịch tiếng Anh của Dororo trong ba tập. Năm 2009, nó đã giành được Eisner Award trong bộ phận "Phiên bản Hoa Kỳ tốt nhất về vật liệu quốc tế Nhật Bản". Năm 2012, Vertical tái bản manga trong một tập ấn bản duy nhất vào ngày 20 tháng 3.
Một manga làm lại do Satoshi Shiki vẽ minh hoạ mang tên Dororo to Hyakkimaru-den (どろろと百鬼丸伝)  bắt đầu trong số tháng 12 của Champion Red của Akita Shoten được xuất bản vào ngày 19 tháng 10 năm 2018. Tập tankōbon đầu tiên được xuất bản vào ngày 19 tháng 4 năm 2019.

### Phim
Một bộ phim hành động trực tiếp của đạo diễn Akihiko Shiota được phát hành vào năm 2007.

### Anime
Bộ anime truyền hình đầu tiên được phát sóng từ tháng 4 đến tháng 9 năm 1969.
Không giống như manga, phiên bản anime có một kết thúc có hồi kết khi Hyakkimaru giết cha mình là Daigo Kagemitsu. Năm 2008, Anime Sols bắt đầu dự án tài trợ đám đông cho việc phát trực tuyến chính thức của chương trình. Tài trợ cho nửa đầu của chương trình đã đạt được mục tiêu của nó, và tài trợ đã được tiếp tục cho nửa sau. Tuy nhiên, Anime Sols bị gấp, và Discotek Media chọn dự án và phát hành nó dưới dạng DVD vào năm 2016, bao gồm cả thí điểm màu sắc chương trình trong bộ này.
Một sêri anime truyền hinh 24 tập thứ hai được chuyển thể bởi MAPPA và Tezuka Productions được công bố vào tháng 3 năm 2018. Bộ phim được lên sóng từ ngày 7 tháng 1 đến 24 tháng 6 năm 2019 trên Amazon. Ngoài ra cũng được lên sóng ở Tokyo MX, BS11, và kênh Jidaieki Senmon. Kazuhiro Furuhashi chỉ đạo seri, với Yasuko Kobayashi xử lý thành phần sêri, Satoshi Iwataki xử lý thiết kế nhân vật, và Yoshihiro Ike sáng tác âm thanh. Twin Engine sản xuất sêri. Nhạc mở đầu đầu tiên là "Kaen" (火炎) được thực hiện bởi Joōbachi, trong khi nhạc kết thúc đầu tiên "Sayonara Gokko" (さよならごっこ) do Amazarashi trình bày. Nhạc mở đầu thứ hai "Dororo" (どろろ) được trình bày bởi ASIAN KUNG-FU GENERATION và nhạc kết thúc thứ hai "Yamiyo" (闇夜) được trình bảy bởi Eve.

### Trò chơi điện tử
Nhà phát triển Sega làm một trò chơi điện tử dựa trên Dororo dành cho hệ máy PlayStation 2 vào năm 2004. Nó được phát hành ở Hoa Kỳ và Châu Âu dưới tiêu đề Blood Will Tell. Tác phẩm nghệ thuật của trò chơi được thực hiện bởi họa sĩ truyện tranh nổi tiếng Hiroaki Samura. Dororo không thành công về mặt thương mại hay phê bình, đạt tỷ lệ trung bình 69% tại GameRankings.

### Spin-off
Vào tháng 11 năm 2012, một bộ truyện tranh crossover one-shot đã được tạo ra có Dororo và Dororon Enma-kun. Trong năm 2013, nó đã được mở rộng thành một bộ đầy đủ, được xuất bản và tập hợp thành hai tập đến ngày 21 tháng 2 năm 2014.